# وزارت امور اقتصادی و دارایی
وزارت امور اقتصادی و دارایی یکی از ۱۹ وزارت‌خانهٔ دولت ایران و مسئول تنظیم سیاست‌های  اقتصادی و مالی کشور، اجرای سیاست‌های مالیاتی، طراحی و اجرای برنامه همکاری‌های اقتصادی و سرمایه‌گذاری‌های مشترک با کشورهای دیگر است.

## شرح اهداف و وظایف

### تهیه و تنظیم
- تنظیم سیاست‌های اقتصادی و مالی کشور و ایجاد هماهنگی در اجرای آنها
- تهیه و تنظیم صورتحساب عملکرد بودجه سالانه کل کشور.
- تنظیم و اجرای برنامه همکاری‌های اقتصادی و مالی و فنی ایران با سایر کشورها و سازمان‌ها و مؤسسات اقتصادی و مالی بین‌المللی و ایجاد هماهنگی در اعمال نظارت بر اینگونه روابط و مناسبات بین‌المللی.
- نگهداری اسناد مالکیت اموال غیرمنقول دولت که حق استفاده آن‌ها به‌عهده دستگاه‌های اجرایی ذی‌ربط می‌باشد.
- پیشنهاد، دریافت، بررسی و انجام کلیه امور مربوط به سرمایه‌گذاری‌های ایران در خارج و سرمایه‌گذاری‌های خارجی در ایران و همچنین کمک‌های اقتصادی و فنی کشورهای خارجی.

### بررسی و نظارت
- نظارت بر فعالیت‌های مالی و اقتصادی بخش خصوصی در جهت اجرای برنامه‌های توسعه اقتصادی.
- نظارت بر تشخیص و وصول مالیات‌های مستقیم و همچنین وصول مالیات‌های غیرمستقیم و حقوق و عوارض و هزینه‌های گمرکی.
- مراقبت در امر وصول سایر منابع درآمدی دولت که در قانون بودجه کل کشور منظور می‌شود.
- رسیدگی و موافقت با پرداخت دیون محقق بر ذمه وزارت‌خانه‌ها و مؤسسات دولتی از محل اعتبار دیون بلامحل.
- بررسی و اظهارنظر در مورد لوایح و همچنین تصویب‌نامه‌های پیشنهادی دستگاه‌های اجرایی که جنبه مالی، محاسباتی، معاملاتی، بانکی و اقتصادی دارند.
- بررسی بودجه و ترازنامه و حساب سود و زیان شرکت‌های دولتی که سهام آن‌ها متعلق به دولت است برای طرح و تصویب در مجامع عمومی شرکت‌های مزبور.
- رسیدگی به موجودی و نظارت و تمرکز حساب اموال دولتی در اختیار دستگاه‌های اجرایی.
- رسیدگی به موارد تخلف از اجرای مقررات در امر پرداخت هزینه‌ها و اقدام در مورد آن‌ها طبق ماده ۹۱ قانون محاسبات عمومی کشور.
- بررسی‌های مالی برای شناسایی منابع درآمدی کشور و پیشنهاد وضع یا اصلاح قوانین و مقررات مالی.
- دریافت صورت‌حساب‌های ماهانه و سالانه از دستگاه‌های اجرایی برای بررسی و درج در صورتحساب عملکرد بودجه سالانه کل کشور.
- تهیه و توزیع و همچنین نظارت بر چاپ اوراق بهادار کنترل دولت و سایر اوراقی که برای وصول درآمدهای عمومی دولت منظور در قانون بودجه کل کشور مورد استفاده قرار می‌گیرد.

### امور اجرایی
- اجرای تکالیف مربوط به امور پولی، بانکی، بیمه‌ای، ارزی و اعتباری کشور که به‌موجب قوانین و مقررات موضوعه به‌عهده وزارت امور اقتصادی و دارایی محول می‌گردد.
- اجرای مراقبت عمومی واردات، صادرات، قراردادهای بازرگانی، موافقت‌های پایاپای و اعمال مقررات گمرکی دربارهٔ معافیت‌ها و ممنوعیت‌ها.
- ایجاد تسهیلات و کمک‌های لازم به کارگران و کشاورزان در خرید سهام واحدهای تولیدی مشمول قانون گسترش مالکیت واحدهای تولیدی.
- ایجاد تسهیلات لازم در پرداخت‌ها از طریق واگذاری تنخواه‌گردان حسابداری به دستگاه‌های اجرائی.
- تخصیص اعتبارات لازم برای هزینه‌های جاری و عمرانی با همکاری سازمان مدیریت و برنامه‌ریزی کشور و ابلاغ آن به دستگاه‌های اجرائی مربوط.
- پرداخت اعتبارات مصوب بودجه کل کشور اعم از اعتبارات جاری و عمرانی و اختصاصی به حساب‌های بانکی وزارت‌خانه‌ها و مؤسسات و سایر دستگاه‌های اجرائی و نیز پرداخت بدهی‌ها و وصول مطالبات ناشی از اجرای برنامه‌های عمرانی گذشته.
- پرداخت وام و اعتبار به دولت‌ها و مؤسسات خارجی و بین‌المللی و همچنین تحصیل و استفاده از وام‌ها و اعتبارات خارجی.

### امور شرکت‌های دولتی
- صدور حواله اعتباراتی که در بودجه عمومی به‌عنوان کمک برای عملیات جاری شرکت‌های دولتی یا به‌عنوان کمک و اعانه به مؤسسات غیردولتی منظور می‌شود.
- تمرکز وجوهی که از محل درآمدها و سایر منابع تأمین اعتبار منظور در بودجه عمومی دولت وصول می‌شود و همچنین درآمد شرکت‌های دولتی به استثناء بانک‌ها و مؤسسات اعتباری و شرکت‌های بیمه در حساب‌های خزانه نزد بانک مرکزی و برقراری ترتیبات لازم برای اینکه شرکت‌های دولتی بتوانند به‌موقع از وجوه خود استفاده نمایند.
- تمرکز وجوه سپرده وزارت‌خانه‌ها و مؤسسات و شرکت‌های دولتی در حساب‌های خزانه نزد بانک مرکزی.
- افتتاح حساب‌های بانکی وزارت‌خانه‌ها و مؤسسات و شرکت‌های دولتی در بانک مرکزی یا شعب سایر بانک‌های داخلی در مرکز و شهرستان‌ها.
- واگذاری پیش‌پرداخت برای رفع احتیاجات سال بعد وزارت‌خانه‌ها و مؤسسات دولتی با رعایت مفاد ماده ۷۷ قانون محاسبات عمومی کشور.
- تسلیم صورتحساب دریافت‌ها و پرداخت‌های ماهانه مربوط به حساب‌های درآمد بودجه عمومی دولت و سپرده‌های وزارت‌خانه‌ها و مؤسسات دولتی به دیوان محاسبات کشور.
- دادن مهلت یا تخصیص بدهی اشخاص به وزارت‌خانه‌ها و مؤسسات دولتی.
- اخذ ترازنامه و حساب سود و زیان سالانه شرکت‌های دولتی برای بررسی و درج خلاصه آن‌ها در صورتحساب عملکرد بودجه سالانه کل کشور.

### سایر وظایف
- توزیع و فروش سفته و بارنامه تجارتی از طریق شبکه بانکی کشور و نگاهداری حساب آن‌ها.
- صدور اجازه استفاده از ماشین‌های نقش تمبر غیر پستی در وزارت‌خانه‌ها و مؤسسات دولتی و نظارت بر نحوه کار آنها، و همچنین انجام سایر تکالیفی که طبق قانون «استفاده از ماشین‌های نقش تمبر» به‌عهده وزارت امور اقتصادی و دارایی محول گردیده‌است.
- رد سپرده‌های قابل استرداد و همچنین وجوهی که زائد بر میزان مقرر وصول می‌شود.
- تعیین نمونه اسنادی که برای پرداخت هزینه‌ها مورد قبول واقع می‌شود و همچنین مدارک و دفاتر و روش نگهداری حساب با هماهنگی دیوان محاسبات کشور.
- مبادله قرارداد و وصول اقساط وام‌های پرداختی به دستگاه‌های اجرایی از محل اعتبارات عمرانی جهت اجرای طرح‌های عمرانی انتفاعی.
- انتصاب ذی‌حساب و معاون ذی‌حساب در دستگاه‌های اجرایی طبق مقررات ماده ۳۱ قانون محاسبات عمومی کشور.
- تضمین وام‌ها و اعتبارات اعطایی به دولت.
- انتشار اوراق مشارکت در چهارچوب مقررات قانونی و آئین‌نامه‌های اجرایی مربوط.[۲]

## تاریخچه
قدیمی‌ترین اسناد دریافت مالیات، مطالبی است که در الواح سومری آمده‌است. در رویدادهای زمان منوچهر پیشدادی اشاراتی به اخذ مالیات برای مخارج سپاهیان شده‌است. کیقباد، سرسلسله کیانیان نخستین کسی بود که مالیات را به‌شکل قانونی و در اندازه مشخص(۱۰٪ از درآمد) اخذ می‌نمود. اگرچه از نحوه و میزان اخذ مالیات در دوره مادها اطلاع دقیقی در دست نیست، ولی قدر مسلم آنکه انقراض مادها با میزان مالیات اخذ شده توسط آنان مرتبط بوده‌است.
با تشکیل پادشاهی هخامنشیان و گسترش مرزهای جغرافیایی ایران از مصر تا هند، برای دریافت مالیات و امور مالی کشور دفاتر و سازمانهای منظمی تشکیل شد. هرودوت اشاره نموده که داریوش ایران را به بیست حوزه مالیاتی تقسیم نموده بود و همراه با هر استاندار، یک مأمور مالیه نیز به هر ساتراپی اعزام می‌نمود. همزمان کلیه املاک مزروعی کشور ممیزی شد و دفاتر دیوانی برای ثبت مالیات‌ها ایجاد گردید. سهم هر شهربان برای هزینه‌های محلی تعیین گردید و مهم‌تر آن که مودیان مالیاتی حق اعتراض به میزان مالیات دریافتی را داشتند. مالیات نقدی وصولی حکومت مرکزی در این زمان ۱۲۴۸۰ تالان بابلی (حدود ۲۴ میلیون دلار امروزی) گزارش شده‌است. این مبلغ علاوه بر سهم ساتراپی‌های محلی و همچنین مالیات جنسی بوده‌است. مجموع موجودی طلای خزاین دو شهر شوش و تخت‌جمشید در حمله اسکندر به ایران، یک میلیارد و هشتصد میلیون فرانک طلا برآورد شده‌است.
در دوره اشکانیان سیستم منظم هخامنشی برای اخذ مالیات از میان رفت و مالیات باز به‌شکل مقطوع از هر استان دریافت می‌شد. از تحولات این دوره ایجاد گمرکات بر سر مرزها بود.
در زمان ساسانیان اخذ مالیات صورت کامل‌تری بخود گرفت و سه نوع مالیات بنام‌های اراضی، سرشماری و سرانه دریافت می‌شد. پس از تسلط اعراب به ایران، در زمان حجاج بن یوسف ثقفی دفاتر مالیاتی از زبان فارسی به عربی برگردانده شد. این دفاتر در دوره سلجوقی با دستور عمیدالملک کندری وزیر طغرل مجدداً به فارسی برگردانده شد. در زمان سلطنت صفویه تجارت خارجی و درآمد گمرکی به مالیاتی اضافه و در دوره افشاریان گسترش بیشتری یافت.
در دوره قاجاریه وضع مالیه کشور به‌واسطه جنگ‌ها، مسافرت‌ها و ضعف پادشاهان رو به رکود گذاشت. در زمان امیرکبیر وزارت مالیه تشکیل شد و زیر نظر او برای بهبود وضع اقتصادی کشور گام‌های سودمندی برداشته و برای وصول، نگهداری و مصرف ثروت در خزانه مقررات جدیدی وضع گردیده بود.
قبل از مشروطیت و نبود مجلس، شاه وقت تمام درآمدها و عواید کشور را در اختیار داشت و تمام مخارج نیز به فرمان و تصویب شخص او صورت می‌گرفت. معمولاً شاه شخصی به‌نام «وزیر مالیه» را مأمور می‌ساخت تا بودجه کشور را تنظیم کند. وزیر مالیه معمولاً لقب مستوفی‌الممالک داشت. وزارت مالیه دارای بخشی داخلی به‌عنوان وزارت دفتر استیفا بود که متشکل از وزیر و مستوفیان ایالاتی بوده‌است. این مستوفیان عده‌ای کارمند داشتند که آنان را میرزا قلم‌دان می‌گفتند. همچنین جمع‌آوری طلب و محاسبه بدهی همه استان‌ها بر عهده وزیر بقایا بوده و وزیر خزانه نیز کار بانک مرکزی فعلی را برعهده داشت.
با پیروزی انقلاب مشروطه در سال ۱۲۸۵ اولین کابینه قانونی تشکیل و ناصرالملک به‌عنوان نخستین وزیر مالیه از مجلس شورای ملی رای اعتماد گرفت. ایشان با همان روال سابق کار را ادامه داد و به دستور وی محل کنونی رادیو تهران که محل اداره گمرک بود، به وزارت مالیه اختصاص یافت. در سال ۱۲۸۹ ادارات هفتگانه وزارت مالیه تصویب و تشکیل گردید. مهم‌ترین ادارات در آن زمان عبارت بود از خزانه‌داری کل، گمرک، و وصول عایدات. پس از مدتی محل وزارت مالیه به پارک اتابک، محل کنونی سفارت روسیه در تهران انتقال یافت.
مطابق قانون ۱۲۹۴ وزارت مالیه به ۹ اداره تقسیم گردید که عبارت بودند از: دایره وزارتی، تشخیص عایدات و خالصه جات و مسکوکات، خزانه‌داری کل، دیون عمومی و وظائف، گمرکات، محاکمات مالیه، کمسیون تطبیق حواله‌جات، پرسنل و ملزومات، و مجلس مشاور عالی برای محاکمات اداری بود. از سال ۱۳۰۰ به بعد دگرگونی‌های زیادی در وزارت مالیه رخ داد، از جمله اینکه تعدادی حدود چهل شرکت دولتی تأسیس و بعدها منحل گردیدند و سازمان به دو قسمت مالی و اقتصادی تقسیم و به وسیلهٔ دو معاون و هفت مدیر اداره می‌گردید.
وزارت مالیه در سال ۱۳۱۹ خورشیدی به وزارت دارایی تغییر نام یافت. در سال ۱۳۲۹ سازمان وزارت دارایی با تقلیل ادارات مورد تصویب قرار گرفت. بالاخره در سال ۱۳۵۳ قانون تشکیل وزارت امور اقتصادی و دارایی با ۶ ماده به تصویب مجلس شورای ملی رسید.

## ساختار سازمانی

### خزانه‌داری کل
- معاونت امور خزانه و گزارشگری مالی دولت
- معاونت نظارت مالی و اموال دولتی

### معاونت‌ها
- عباس مرادپور معاون امور بانکی، بیمه و شرکت‌های دولتی
- وحید ماجد معاون سیاست‌گذاری اقتصادی
- رضا خواجه نائینی معاون توسعه مدیریت و منابع
- ذبیح‌الله سلمانی معاون امور حقوقی و مجلس[۹]

## سازمان‌ها، شرکت‌ها و مؤسسات وابسته
- سازمان سرمایه‌گذاری و کمک‌های اقتصادی و فنی ایران
- سازمان امور مالیاتی کشور
- گمرک جمهوری اسلامی ایران
- سازمان خصوصی‌سازی
- سازمان حسابرسی
- سازمان بورس و اوراق بهادار
- سازمان جمع‌آوری و فروش اموال تملیکی
- مرکز اطلاعات مالی
- پژوهشکده امور اقتصادی
- بیمه مرکزی جمهوری اسلامی ایران
- شرکت سرمایه‌گذاری‌های خارجی ایران
- شرکت سهامی چاپخانه دولتی ایران
- شرکت سهامی بیمه ایران
- بانک‌های ملی، سپه، مسکن، کشاورزی، توسعه صادرات، پست بانک و بانک صنعت و معدن
- دبیرخانه شورای‌عالی مناطق آزاد تجاری-صنعتی و ویژه اقتصادی
- صندوق بازنشستگی بانک‌ها
- صندوق تأمین خسارت‌های بدنی
- صندوق بیمه حوادث طبیعی ساختمان

## شوراها و هیئت‌ها
- شورای‌عالی مبارزه با پولشویی
- شورای‌عالی بورس و اوراق بهادار
- شورای‌عالی اجرای سیاست‌های کلی اصل ۴۴ قانون اساسی
- شورای نظارت مالی
- هیئت نُظّار بانک مرکزی
- هیئت نظارت چاپ اوراق بهادار
- هیئت واگذاری (خصوصی‌سازی)
- هیئت مقررات‌زدایی و تسهیل صدور مجوزهای کسب‌وکار[۹]

## سامانه‌ها

### درگاه ملی مجوزهای کشور
درگاه ملی مجوزهای کشور به‌منظور تسهیل، تسریع و ایجاد یکپارچگی در فرایند صدور مجوزهای کسب‌وکار راه‌اندازی شد تا صدور مجوز تنها از این درگاه و حداکثر در سه روز انجام شود. این سامانه سال ۱۴۰۰ تکمیل شد و در آدرس g4b.ir قابل دسترسی است.

## وزیران
در ۱۳۵۳ «وزارت امور اقتصادی و دارایی» از ادغام «وزارت اقتصاد» و «وزارت دارایی» تشکیل شد.
- هوشنگ انصاری (۱۳۵۶–۱۳۵۳)
- محمد یگانه (۱۳۵۷–۱۳۵۶)
- حسنعلی مهران (۱۳۵۷)
- رستم پیراسته (۱۳۵۷)
- علی اردلان (۱۳۵۸–۱۳۵۷)
- سید ابوالحسن بنی‌صدر (۱۳۵۸)
- رضا سلیمی (سرپرست) (۱۳۵۹–۱۳۵۸)
- سید محسن نوربخش (سرپرست) (۱۳۵۹)
- حسین نمازی (۱۳۶۴–۱۳۵۹)
- محمدناصر شرافت (سرپرست) (۱۳۶۴)
- محمدجواد ایروانی (۱۳۶۸–۱۳۶۴)
- سید محسن نوربخش (۱۳۷۲–۱۳۶۸)
- عبدالحسین وهاجی (سرپرست) (۱۳۷۲)
- مرتضی محمدخان (۱۳۷۶–۱۳۷۲)
- حسین نمازی (۱۳۸۰–۱۳۷۶)
- طهماسب مظاهری (۱۳۸۳–۱۳۸۰)
- سید صفدر حسینی (۱۳۸۴–۱۳۸۳)
- داود دانش‌جعفری (۱۳۸۷–۱۳۸۴)
- حسین صمصامی (سرپرست) (۱۳۸۷)
- سید شمس‌الدین حسینی (۱۳۹۲–۱۳۸۷)
- علی طیب‌نیا (۱۳۹۶–۱۳۹۲)
- مسعود کرباسیان (۱۳۹۷–۱۳۹۶)
- سید رحمت‌الله اکرمی (سرپرست) (۱۳۹۷)
- فرهاد دژپسند (۱۴۰۰–۱۳۹۷)
- سید احسان خاندوزی (۱۴۰۳–۱۴۰۰)
- عبدالناصر همتی (۱۴۰۳)
- سید رحمت‌الله اکرمی (سرپرست) (۱۴۰۴–۱۴۰۳)
- سید علی مدنی‌زاده (اکنون–۱۴۰۴)